# Piede (zoologia)
In zoologia il termine piede può avere differenti significati in base al raggruppamento tassonomico a cui il termine è riferito.

## Vertebrati
Nell'anatomia dei vertebrati, così come in anatomia umana, il termine sta ad indicare il segmento distale dell'arto posteriore, detto più propriamente autopodio; comprende tre gruppi di ossa, il tarso (basipodio), il metatarso (metapodio) e le falangi (acropodio).

## Molluschi

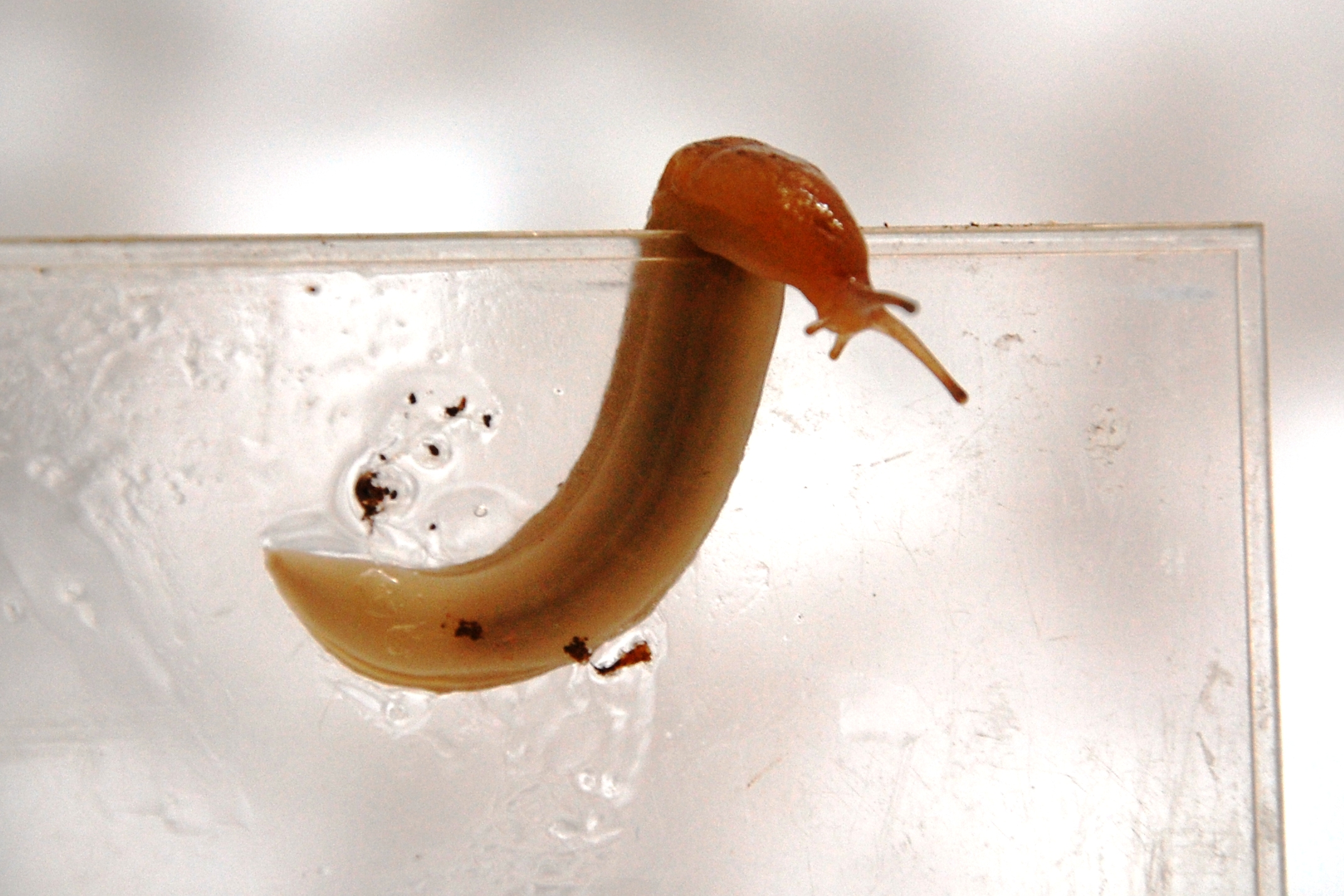
In questa immagine è chiaramente visibile il piede del gasteropode Lehmannia melitensis

Nei molluschi il piede è la massa muscolare, in genere dall'aspetto di suola strisciante, situata nella parte ventrale del corpo, rivestita dal mantello o pallio.
È l'organo principale di locomozione dei Gasteropodi; si presenta a forma di scure e fortemente compresso nei Bivalvi, cilindrico negli Scafopodi, mentre nei Cefalopodi il piede è modificato e concorre alla formazione di braccia e tentacoli (cefalopodio) e di una struttura muscolare imbutiforme, situata ventralmente al capo e aperta nella cavità palleale, che permette l'espulsione violenta dell'acqua e la locomozione "a reazione".

## Rotiferi
Nei rotiferi il termine sta a indicare il peduncolo terminale del corpo, situato nella regione opposta alla corona, provvisto di muscoli e di ghiandole adesive, spesso bifido o espanso a disco, che serve a fare aderire il corpo al substrato.